# Torbia viridissima
Torbia viridissima är en insektsart som först beskrevs av Brunner von Wattenwyl 1878.  Torbia viridissima ingår i släktet Torbia och familjen vårtbitare. Inga underarter finns listade i Catalogue of Life.

## Bildgalleri

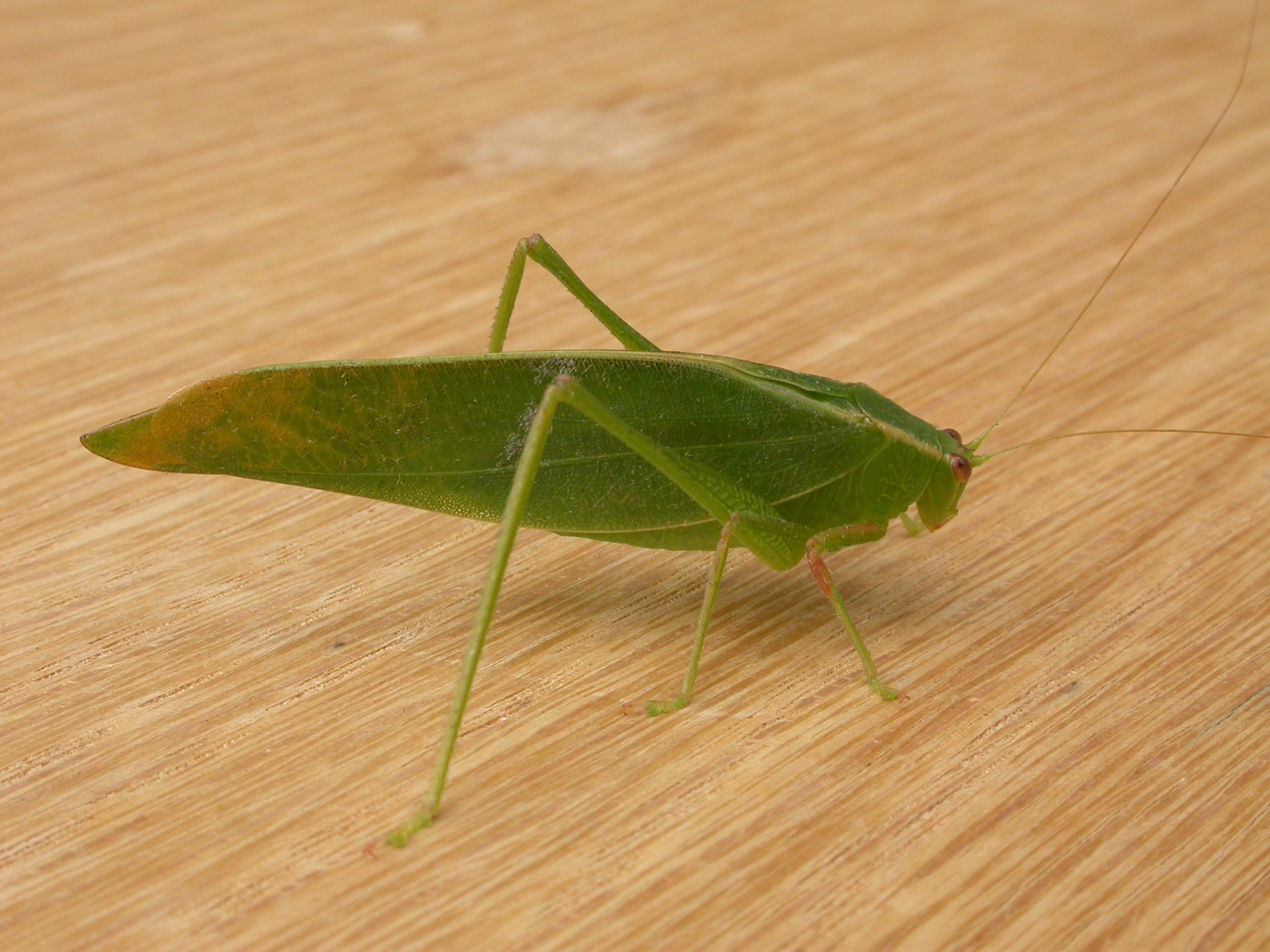